# Viola Valli
Viola Valli (Italia, 15 de mayo de 1972) es una nadadora italiana retirada especializada en pruebas de larga distancia en aguas abiertas, donde consiguió ser campeona mundial en 2001 en los 5 y 25 km en aguas abiertas.

## Carrera deportiva
- En el Campeonato Mundial de Natación de 2001 celebrado en Fukuoka (Japón), ganó la medalla de oro en los 5 km en aguas abiertas, con un tiempo de 1:00:23 segundos, por delante de la alemana Peggy Büchse  y la australiana Hayley Lewis; también ganó el oro en los 25 kilómetros aguas abiertas, con un tiempo de 5:56:51 segundos, por delante de la neerlandesa Edith van Dijk  (plata con 6:00:36 segundos) y la alemana Angela Maurer.

- Al año siguiente, en el Campeonato Mundial de Natación en Aguas Abiertas de 2002 celebrado en Sharm el-Sheij ganó de nuevo en oro en los 5 kilómetros aguas abiertas, y la plata en los 10 kilómetros, tras la alemana Britta Kamrau.

- Y otro año después, en el Campeonato Mundial de Natación de 2003 celebrado en Barcelona volvió a destacar ganando otras dos medallas de oro, en esta ocasión en 5 y 10 kilómetros aguas abiertas, con un tiempo de 57:01 segundos y 1:59:49 segundos, respectivamente.